# 果粒蛙螺
果粒蛙螺（学名：Bursa granularis），是异足目蛙螺科蛙螺属的一种。主要分布于马来西亚、印度尼西亚、中国大陆、台湾，常栖息在潮间带岩礁、潮间带至水深18米。